# Nueva Jersey
Nueva Jersey (en inglés: New Jersey) es uno de los cincuenta estados que, junto con Washington D. C., forman los Estados Unidos. Su capital es Trenton y Newark su ciudad más poblada. Está ubicado en el noreste del país, en la región de Atlántico Medio. Limita al norte con el estado de Nueva York, al este con el océano Atlántico, al suroeste con la bahía de Delaware que lo separa de Delaware, y al oeste con el río Delaware que lo separa de Pensilvania. Con 22 588 km² es el cuarto estado menos extenso —por delante de Connecticut, Delaware y Rhode Island— y con 389 hab/km², el más densamente poblado. Fue el tercero admitido en la Unión el 18 de diciembre de 1787.
Se encuentra principalmente dentro de las extensas áreas metropolitanas de Nueva York y Filadelfia. La economía de Nueva Jersey depende principalmente de su industria manufacturera y farmacéutica y de la prestación de servicios de transporte. Es uno de los estados más industrializados del país. Los productos fabricados en el estado, así como otros productos producidos en los estados vecinos, son exportados a través de los puertos situados a lo largo de los ríos Hudson y Delaware. Nueva Jersey es también uno de los líderes nacionales de la producción de agentes químicos. Para el año 2017 fue el segundo estado más rico del país en ingresos promedio por hogar.
El turismo es también una de las principales fuentes de ingresos en el estado. Las principales atracciones turísticas son sus numerosas playas localizadas en regiones relativamente poco pobladas. Además de esto por sus numerosos jardines y parques el estado es apodado The Garden State (El estado del jardín).
Más de cien batallas y enfrentamientos entre milícias estadounidenses y tropas británicas fueron realizadas en Nueva Jersey. La más famosa de ellas ocurrió el 26 de diciembre de 1776, cuando George Washington realizó su famosa travesía del río Delaware durante la batalla de Trenton. Después de la independencia de los Estados Unidos, Nueva Jersey fue el tercer estado en ratificar la Constitución, el 18 de diciembre de 1787.

## Historia

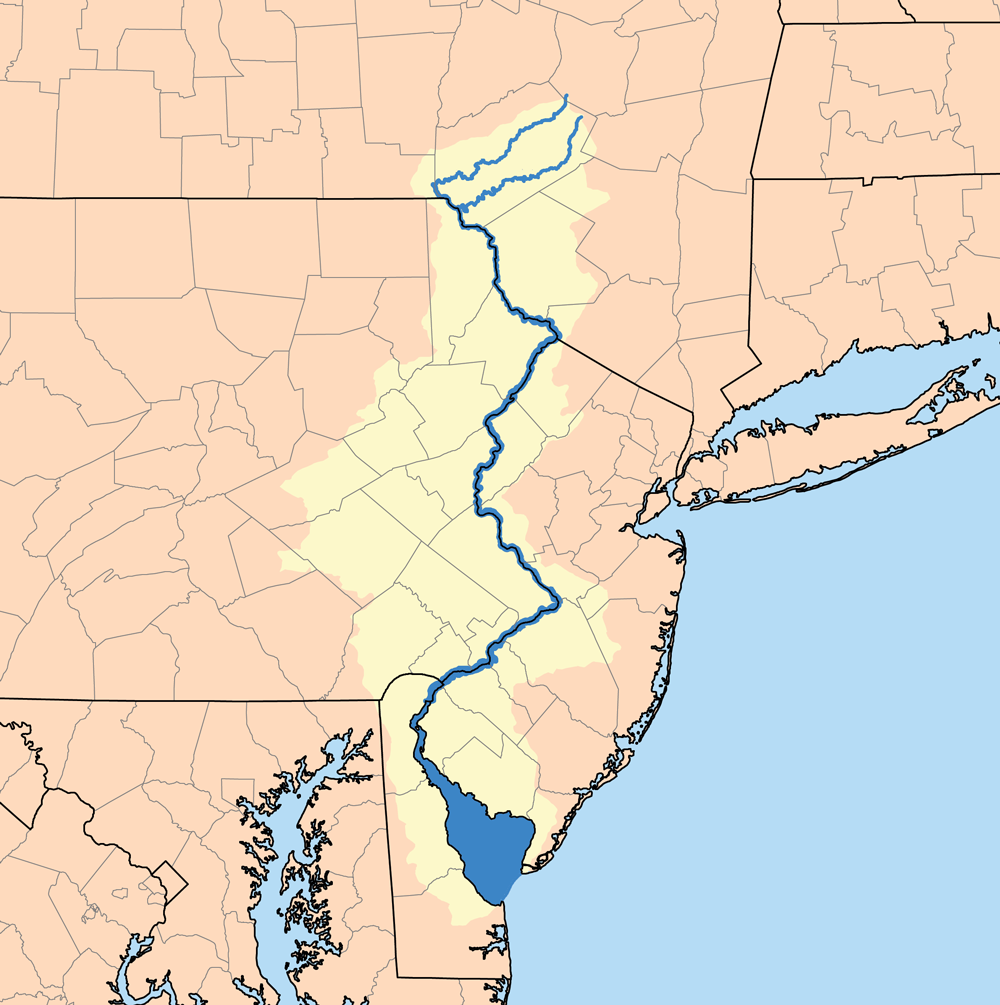
Mapa del río Delaware que forma toda la frontera oeste —con Pensilvania y Delaware— de Nueva Jersey

### Nueva Jersey precolombino
Nueva Jersey fue colonizado originalmente por nativos americanos, y los lenape eran la tribu dominante en el momento de la llegada de los europeos. Los lenape se organizaban libremente en grupos que practicaban la agricultura a pequeña escala (basada principalmente en el cultivo de maíz) la caza y la recolección, asentados principalmente en la región que rodea el río Delaware, la parte baja del río Hudson y el oeste de Long Island Sound. La sociedad estaba dividida en clanes matrilineales que se basaban en ancestros comunes femeninos. Estos clanes se organizaron en tres fratrías distintas, identificadas por su signo: tortuga, pavo, y lobo. Su primer contacto con los europeos fue con los neerlandeses a principios del siglo XVII, y su principal relación fue por medio del comercio de pieles.

### Era colonial

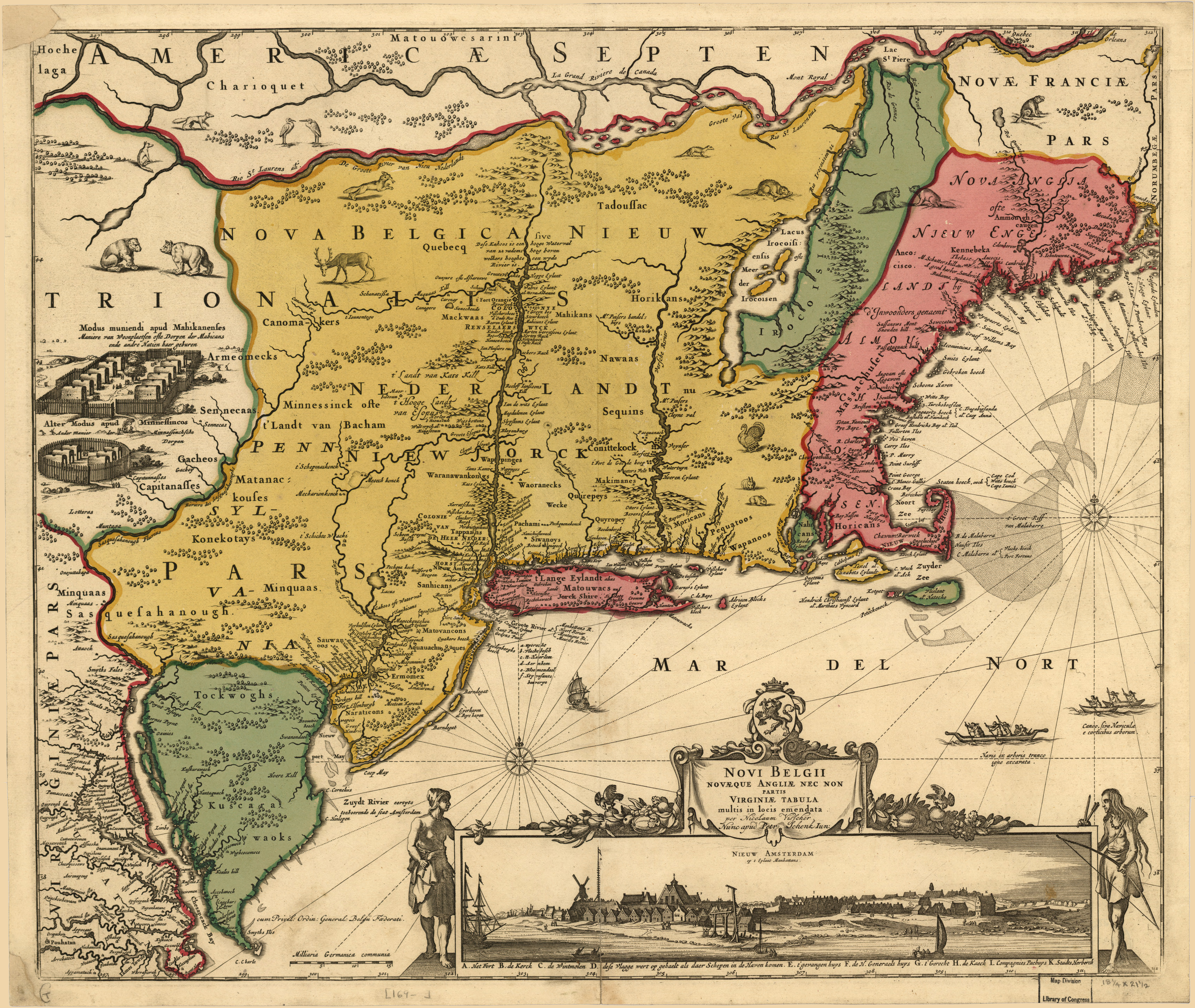
Mapa de los Nuevos Países Bajos, 1685.

Los neerlandeses fueron los primeros europeos en reclamar las tierras de Nueva Jersey. La colonia holandesa de Nuevos Países Bajos consistía en partes de los actuales estados del Medio Atlántico. Si bien al principio la propiedad europea de la tierra no fue reconocida por los lenape, la Compañía Neerlandesa de las Indias Occidentales exigió a sus colonos la compra de tierras para establecerse. El primero en hacerlo fue Michiel Pauw que estableció un patronato nombrado Pavonia a lo largo del río del norte que con el tiempo se convirtió en Bergen. Peter Minuit compra las tierras a lo largo del río Delaware y establece la colonia de Nueva Suecia. Toda la región se convirtió en un territorio de Inglaterra en 1664, cuando una flota inglesa al mando del coronel Richard Nicolls navegó a lo que hoy es el puerto de Nueva York y tomó el control de Fort Amsterdam, anexando toda la provincia.
Durante la Guerra Civil Inglesa la isla de Jersey se mantuvo leal a la Corona y dio asilo al rey. Fue desde la plaza real de Saint Helier que Carlos II fue proclamado rey por primera vez en 1649, después de la ejecución de su padre, Carlos I. Las tierras de América del Norte fueron divididas por Carlos II, que dio a su hermano, el duque de York (más tarde el rey Jacobo II), la región entre Nueva Inglaterra y Maryland. Jacobo entonces concedió la tierra entre el río Hudson y el río de Delaware a dos amigos que habían permanecido fieles durante la Guerra Civil: George Carteret y John Berkeley. El área fue nombrada provincia de Nueva Jersey.
Desde la creación del estado, Nueva Jersey se ha caracterizado por la diversidad étnica y religiosa. Los congregacionalistas de Nueva Inglaterra vivían al costado de los presbiterianos escoceses y migrantes reformados neerlandeses. Mientras que la mayoría de los residentes viven en ciudades con parcelas individuales de 100 acres (40 ha), unos pocos ricos poseían vastas propiedades. A diferencia de Plymouth, Jamestown y otras colonias, Nueva Jersey estaba poblada por una segunda ola de inmigrantes que vinieron de otras colonias en lugar de aquellos que migraron directamente desde Europa. Nueva Jersey se mantuvo agraria y rural en todo el período colonial, y la agricultura comercial solo se desarrolla en forma esporádica. Algunos municipios como Burlington en el río Delaware y Perth Amboy surgieron como importantes puertos para los envíos a Nueva York y Filadelfia. Las fértiles tierras de la colonia y la política religiosa tolerante atrajeron a más colonos, y la población aumentó a 120 000 habitantes en 1775.

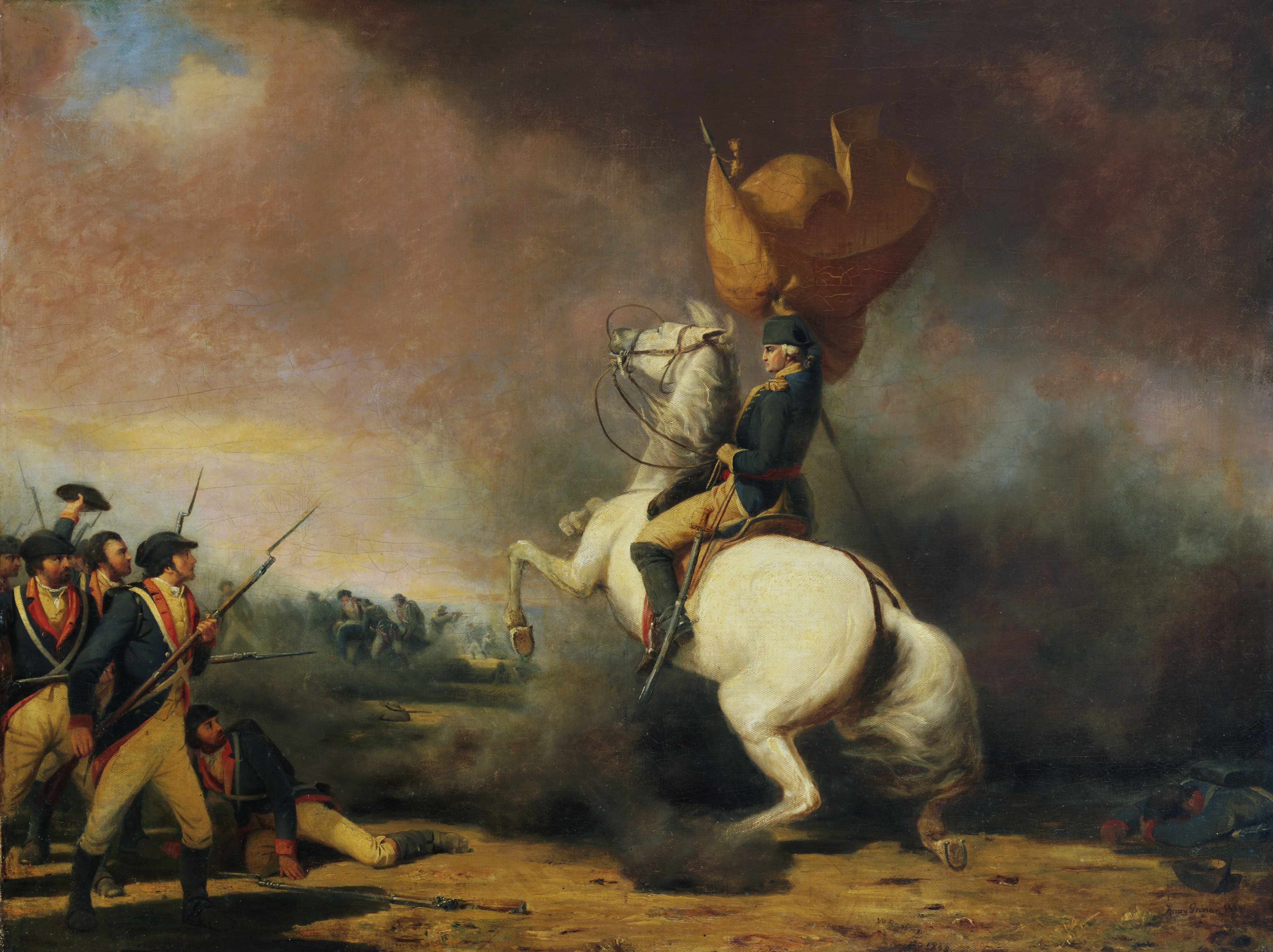
George Washington arengando a sus tropas en la Batalla de Princeton (3 de enero de 1777).

A diferencia de otras colonias que fueron establecidas por inmigrantes de Europa, Nueva Jersey fue poblada por una ola secundaria de asentamientos de comunidades ya establecidas en América del Norte. El 18 de marzo de 1673, Berkeley vendió su mitad de la colonia a cuáqueros en Inglaterra, que se asentaron como una colonia cuáquera en la región del valle del Delaware. Nueva Jersey fue gobernada muy brevemente como dos provincias distintas, East y West Jersey entre 1674 y 1702, en ocasiones como parte de la provincia de Nueva York o del dominio de Nueva Inglaterra. En 1702 las dos provincias fueron reunidas bajo una colonia real. Edward Hyde, Lord de Cornbury, se convirtió en el primer gobernador de la colonia. El señor de Cornbury fue un gobernante ineficaz y corrupto, aceptando sobornos y especulando con la tierra, por lo que en 1708 fue llamado de nuevo a Inglaterra. Nueva Jersey fue gobernada entonces por los gobernadores de Nueva York, pero esto enfureció a los colonos de Nueva Jersey que acusaron a los gobernadores de favoritismo a Nueva York. El juez Lewis Morris condujo el caso para un gobernador independiente, y fue nombrado gobernador por el rey Jorge II en 1738.

### Actualidad
Hoy el estado de Nueva Jersey es uno de los más ricos y más avanzados de los EE. UU. Su riqueza se debe a la proximidad de las ciudades de Nueva York y Filadelfia.
Sus más de 8,8 millones de habitantes son muy diversos. Es un destino importante para los inmigrantes extranjeros a los Estados Unidos. Hay una gran población hispana, y también muchos chinos y haitianos. Nueva Jersey también es hogar de una de las comunidades italianas más grandes del país. Además tiene reputación de ser uno de los estados más liberales y tolerantes de la nación.
El estado revocó la pena de muerte en diciembre de 2007.

## Demografía

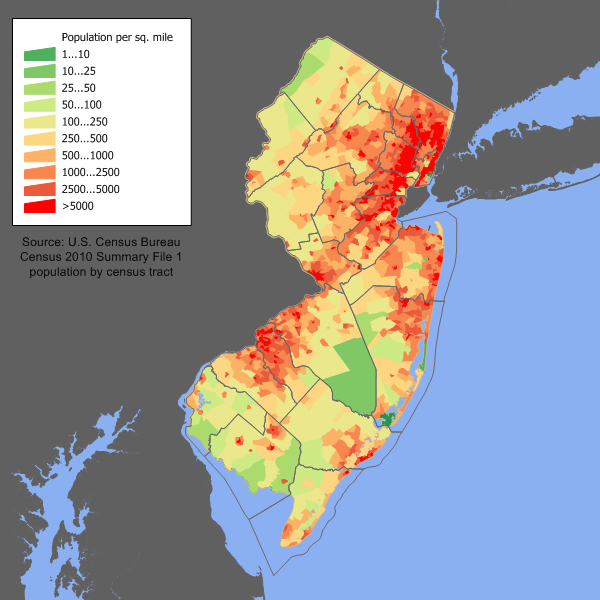
Densidad de Nueva Jersey.

El estado de Nueva Jersey tiene una población de 8.791.894 habitantes (2010), representando un incremento del 4,5% respecto a la población del censo de 2000 (8.414.350). Nueva Jersey tiene una superficie de 19 047,4 km² y una densidad de población de 461,6 hab/km², lo que lo convierte en el estado más densamente poblado de los Estados Unidos. Tiene una población urbana de 8.324.126 habitantes (94,7%) y una población rural de 467.768 habitantes (5,3%). La distribución étnica del estado está compuesta por:
- 68,6% blancos
- 13,7% afroamericanos o negros
- 0,3% amerindios o nativos americanos
- 8,3% asiáticos
- 6,4% de otras etnias
- 2,7% de dos o más etnias

| Composición racial                             | 1970  | 1990  | 2000  | 2010  |
| ---------------------------------------------- | ----- | ----- | ----- | ----- |
| Blancos                                        | 88.6% | 79.3% | 72.5% | 68.6% |
| Negros                                         | 10.7% | 13.4% | 13.6% | 13.7% |
| Asiáticos                                      | 0.3%  | 3.5%  | 5.7%  | 8.3%  |
| Nativos                                        | 0.1%  | 0.2%  | 0.2%  | 0.3%  |
| Nativos de Hawaiian y Otro isleño del pacífico | –     | –     | –     | –     |
| Otros                                          | 0.3%  | 3.6%  | 5.4%  | 6.4%  |
| Multiracial                                    | –     | –     | 2.5%  | 2.7%  |

En cuanto al idioma, de los habitantes mayores de 5 años, el 71,31% habla inglés, siendo el idioma más hablado en Nueva Jersey, mientras que el 26% habla español, 1,06% italiano, 1,06% portugués y el 0,96% tagalo.

### Religión
| Catolicismo          | 34% |
| Protestantismo       | 32% |
| Cristianos ortodoxos | 1%  |
| Judío                | 4%  |
| Musulmán             | 1%  |
| Otras religiones     | 9%  |
| Sin religión         | 19% |

### Ciudades

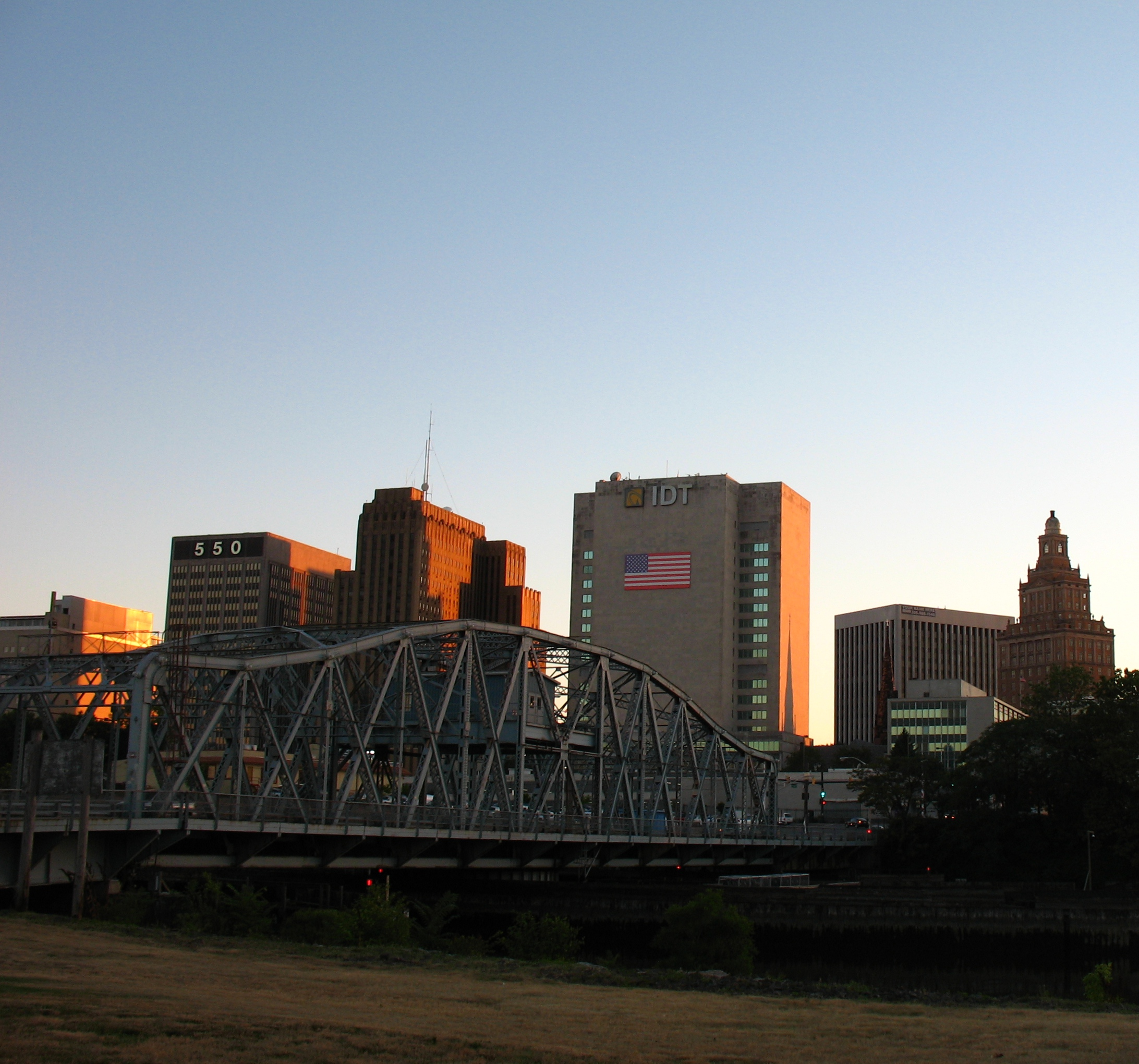
Newark, la ciudad más grande de Nueva Jersey.

Las localidades de Nueva Jersey se clasifican en 52 ciudades, 254 boroughs, 221 lugares designados por el censo, 15 pueblos y 3 villas. Las 10 localidades más grandes de Nueva Jersey según el censo de 2010 son:

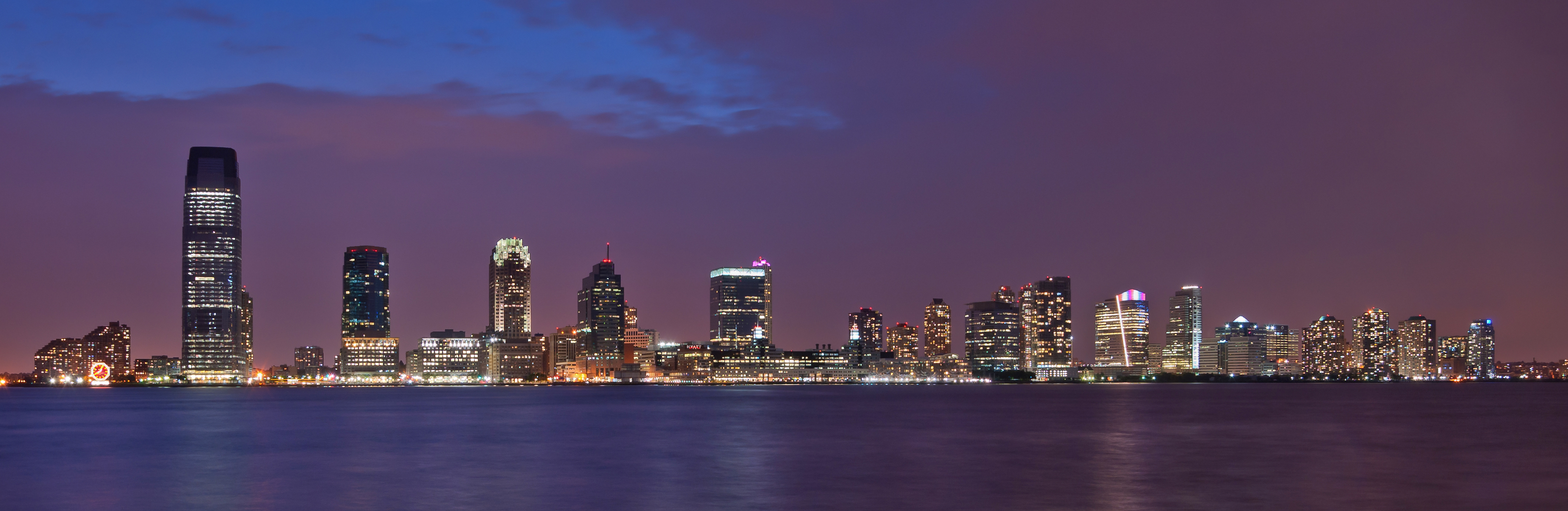
Edificios de Jersey City (Nueva Jersey) vistos desde Battery Park en Nueva York.

| Posición | Ciudad      | Condado | Población (2010) |
| -------- | ----------- | ------- | ---------------- |
| 1        | Newark      | Essex   | 277 140          |
| 2        | Jersey City | Hudson  | 247 597          |
| 3        | Paterson    | Passaic | 146 199          |
| 4        | Elizabeth   | Union   | 124 969          |
| 5        | Toms River  | Ocean   | 88 791           |
| 6        | Trenton     | Mercer  | 84 913           |
| 7        | Clifton     | Passaic | 84 136           |
| 8        | Camden      | Camden  | 77 344           |
| 9        | Passaic     | Passaic | 69 781           |
| 10       | Union City  | Hudson  | 66 455           |

## Economía
Sus productos agrícolas incluyen verduras y frutas (específicamente berenjena y arándanos), mariscos, y los productos lácteos. Sus productos industriales primarios son: productos farmacéuticos y químicos, y el turismo. El estado es famoso por sus playas hermosas, colectivamente llamadas Jersey Shore.

### Ingreso

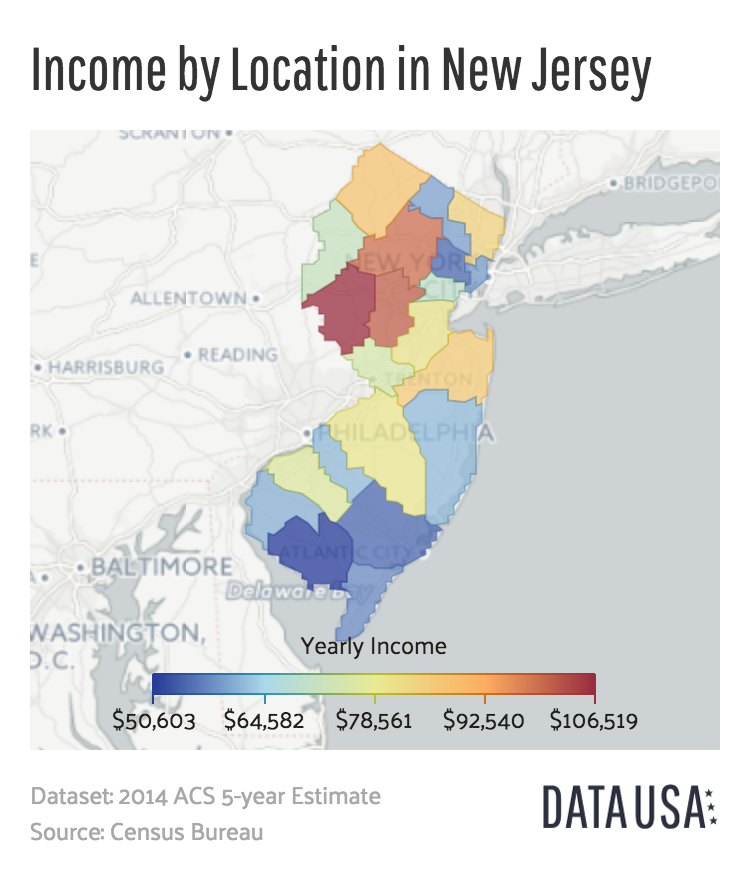
Mapa de calor que muestra la distribución del ingreso medio por condado en Nueva Jersey.

El producto estatal bruto per cápita de Nueva Jersey habitualmente se ubica como uno de los más altos de los Estados Unidos. En 2020, Nueva Jersey tenía la mayor cantidad de millonarios tanto per cápita como por milla cuadrada en los Estados Unidos, aproximadamente el 9,76% de los hogares. 
El estado ocupa el segundo lugar a nivel nacional por el número de lugares con ingresos per cápita superiores al promedio nacional con un 76,4%. Nueve de los condados de Nueva Jersey se encuentran entre los 100 condados de mayores ingresos de Estados Unidos.

### Política fiscal
Nueva Jersey tiene siete tramos impositivos que determinan las tasas del impuesto estatal sobre la renta, que van desde el 1,4% (para ingresos inferiores a $20.000) al 8,97% (para ingresos superiores a $500.000). 
La tasa estándar del impuesto sobre las ventas a partir del 1 de enero de 2018 es del 6,625 %, aplicable a todas las ventas minoristas, a menos que estén específicamente exentas por ley. Esta tasa, que es comparativamente más baja que la de la ciudad de Nueva York, a menudo atrae a numerosos compradores de la ciudad de Nueva York, a menudo a los suburbios de Paramus, Nueva Jersey, que tiene cinco centros comerciales, uno de los cuales (el Garden State Plaza) tiene más de 200 000 m² de superficie comercial. La exenciones fiscales incluyen la mayoría de los alimentos para preparar en el hogar, los medicamentos, la mayor parte de la ropa, el calzado y los productos de papel desechables para uso en el hogar. Hay 27 zonas empresariales urbanas en todo el estado, incluidas secciones de Paterson, Elizabeth y Jersey City. Además de otros beneficios para fomentar el empleo dentro de la zona, los compradores pueden aprovechar una tasa de impuesto sobre las ventas reducida del 3,3125 % (la mitad de la tasa que se cobra en todo el estado) en los comerciantes elegibles.   
Nueva Jersey tiene la tasa impositiva acumulativa más alta de los 50 estados y los residentes pagan un total de $68. mil millones en impuestos estatales y locales anualmente con una carga per cápita de $7,816 a una tasa del 12,9% del ingreso.  Todos los bienes inmuebles ubicados en el estado están sujetos al impuesto a la propiedad a menos que estén específicamente exentos por ley. Nueva Jersey no aplica un impuesto a la propiedad personal intangible ni un impuesto al patrimonio, pero sí impone un impuesto a la herencia (que se aplica únicamente a los herederos que no son descendientes directos).  En 2023, el gobernador Phil Murphy promulgó un nuevo programa de desgravación fiscal conocido como StayNJ que proporcionará un recorte anual del impuesto a la propiedad del 50% para las personas de 65 años o más con ingresos inferiores a $500,000; el recorte entrará en vigor en enero de 2026 y tendrá un límite de $6,500, pero este límite aumentará según el aumento en los impuestos generales a la propiedad de Nueva Jersey.  

### Disparidad de impuestos federales
Nueva Jersey se clasifica constantemente como uno de los niveles proporcionales de disparidad más altos de cualquier estado de los Estados Unidos, según lo que recibe del gobierno federal en relación con lo que da. En 2015, WalletHub clasificó a Nueva Jersey como el estado menos dependiente de la ayuda del gobierno federal en general y con el cuarto retorno más bajo sobre la inversión de los contribuyentes del gobierno federal, con 48 centavos por dólar. 
Nueva Jersey tiene una de las cargas fiscales más altas del país. Los factores que explican esto incluyen la gran obligación tributaria federal que no se ajusta al costo de vida más alto de Nueva Jersey y a las fórmulas de financiación de Medicaid.

### Industrias

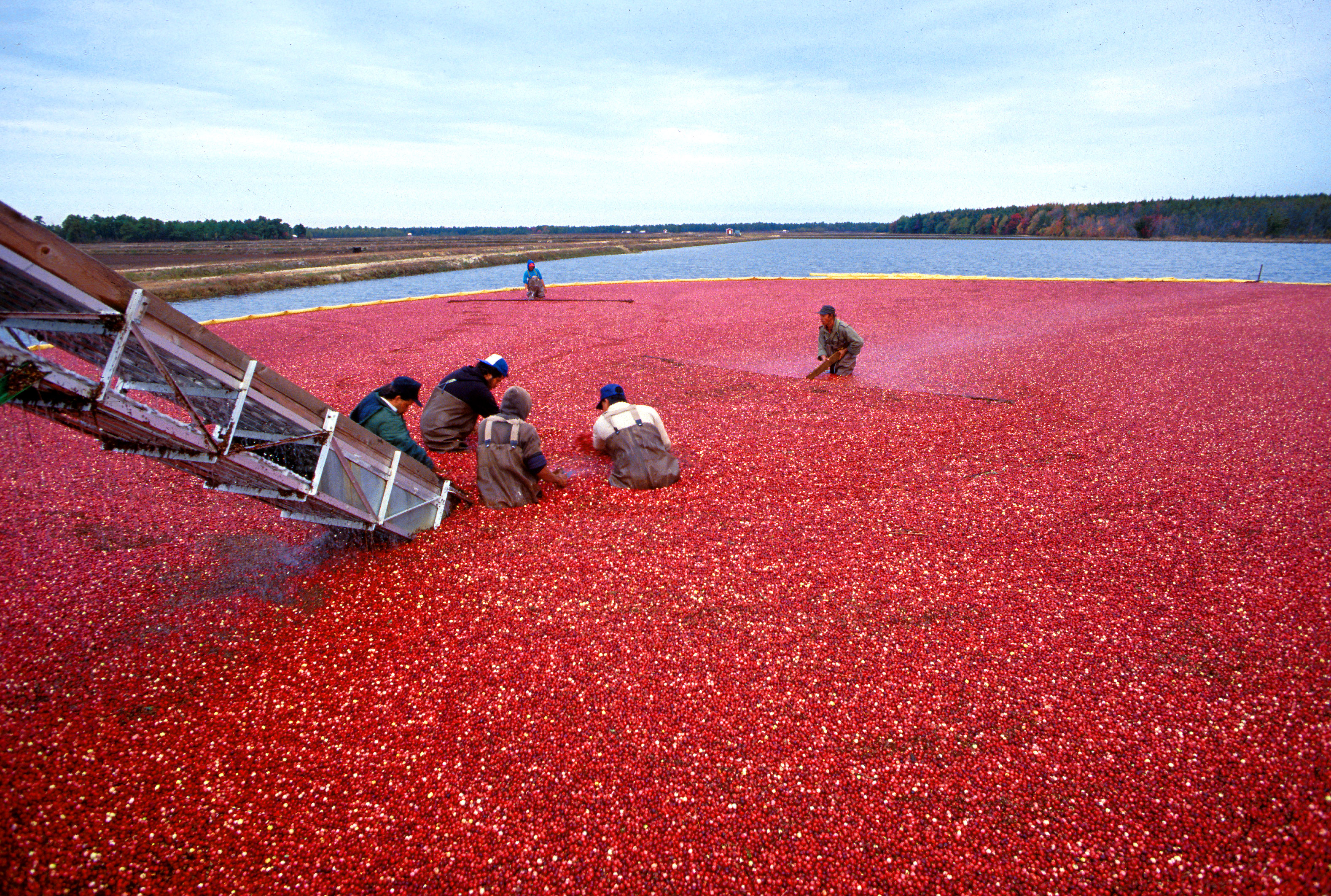
Cosecha de arándanos

La economía de Nueva Jersey es multifacética y presenta altos niveles de productividad y consumo minorista; La economía del Estado Jardín comprende la industria farmacéutica, la biotecnología, la tecnología de la información, la industria financiera, el turismo, el cine, las telecomunicaciones, los juegos de azar, el procesamiento de alimentos, la fabricación de equipos eléctricos, la imprenta y la edición. Los productos agrícolas de Nueva Jersey son viveros, caballos, verduras, frutas y nueces, mariscos y productos lácteos.  Nueva Jersey ocupa el segundo lugar entre los estados en producción de arándanos, el tercero en arándanos y espinacas, y el cuarto en pimientos, melocotones y lechugas.  El estado federado ocupa el cuarto lugar en superficie plantada de espárragos.  El sur de Jersey se ha convertido en un epicentro de la costa este para la logística y la construcción de almacenes. 

## Gobierno

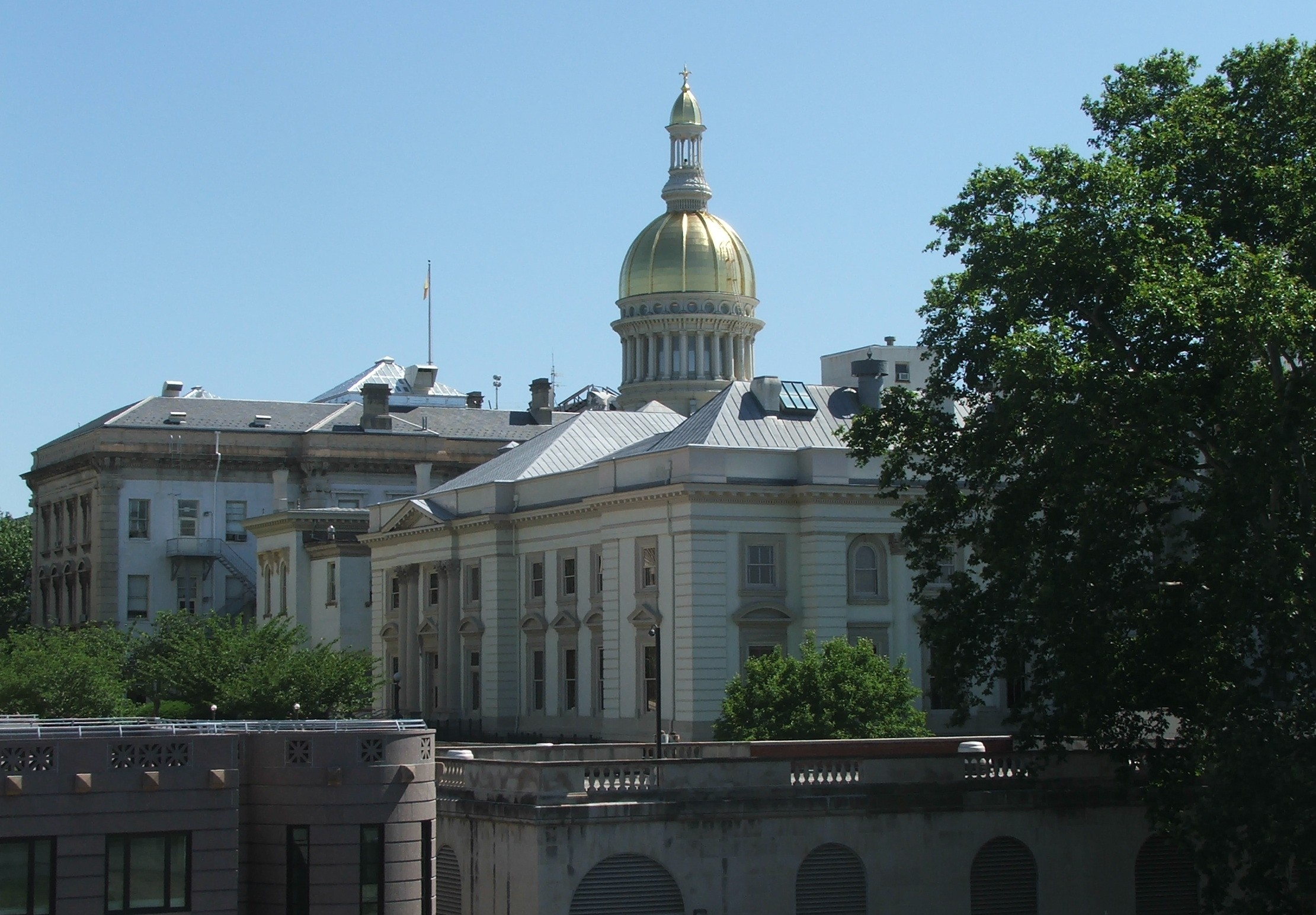
La Nueva Jersey State House, coronado por una cúpula dorada, se encuentra en Trenton.

La ciudad de Trenton fue designada la capital estatal en 1792. El estado está dividido en 21 condados y tiene 13 representantes y 2 senadores en el Congreso de los Estados Unidos. Su actual gobernador es Phil Murphy.
El Poder Legislativo está formado por dos Cámaras: un Senado y una Asamblea General, con 40 y 80 miembros, respectivamente. Su sede se encuentra en la ciudad de Trenton.
En lo que se refiere al Poder Judicial, hay 7 jueces en la Suprema Corte Estatal que son, en la actualidad: Faustino J. Fernandez-Vina, Anne M. Patterson, Jaynee LaVecchia, Barry T. Albin, Stuart Rabner, Lee Solomon y Walter F. Timpone.

### Condados

Mapa de los condados de Nueva Jersey.

1. Atlantic
2. Bergen
3. Burlington
4. Camden
5. Cape May
6. Cumberland
7. Essex
8. Gloucester
9. Hudson
10. Hunterdon
11. Mercer
12. Middlesex
13. Monmouth
14. Morris
15. Ocean
16. Passaic
17. Salem
18. Somerset
19. Sussex
20. Union
21. Warren

## Transporte

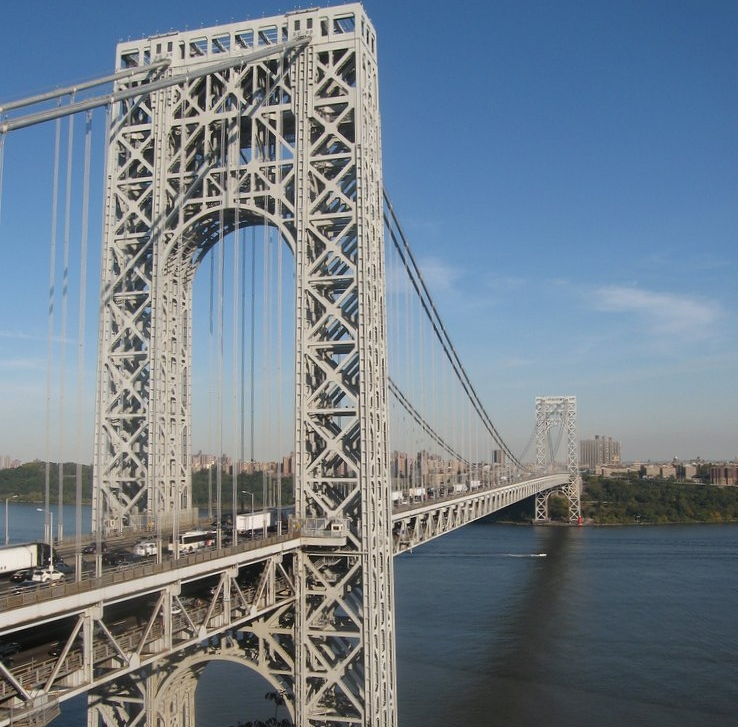
Puente George Washington, inaugurado en 1931.

Nueva Jersey es el nudo de varias carreteras y líneas ferroviarias importantes, especialmente el Pasillo Norte-y-Oriente (Northeast Corridor). El "New Jersey Turnpike" una de las autovías más conocidas y más usadas en los Estados Unidos. Comúnmente referida como "El Turnpike", es también conocida por sus numerosas áreas de descanso, individualmente nominadas bajo prominentes ciudadanos naturales del estado, tan diversos como el inventor Thomas Edison; el Secretario del Tesoro de los Estados Unidos, Alexander Hamilton; Presidentes de los Estados Unidos como Grover Cleveland y Woodrow Wilson; escritores James Fenimore Cooper, Joyce Kilmer entre otros.
El "Garden State Parkway", o simplemente "El Parkway", lleva mucho más tráfico estatal y atraviesa el estado desde el pueblo de Montvale (en el norte de Nueva Jersey), hasta la punta más sureña en Cape May por un total de 172,4 millas. Es la vía principal que comunica Nueva York con Atlantic City.
Otras autovías en Nueva Jersey incluyen el "Atlantic City Expressway", el "Palisades Interstate Parkway", la Interestatal 76, Interestatal 78, Interestatal 80, Interestatal 95 (se llama "el Turnpike de Nueva Jersey"), Interestatal 195, Interestatal 280, Interestatal 287, y la Interestatal 295.
Hay también, una corporación estatal (NJ Transit) que maneja muchos autobuses y trenes a través del estado. El Aeropuerto Internacional Libertad de Newark está en la ciudad de Newark y es uno de los aeropuertos más grandes de Estados Unidos.

## Deporte

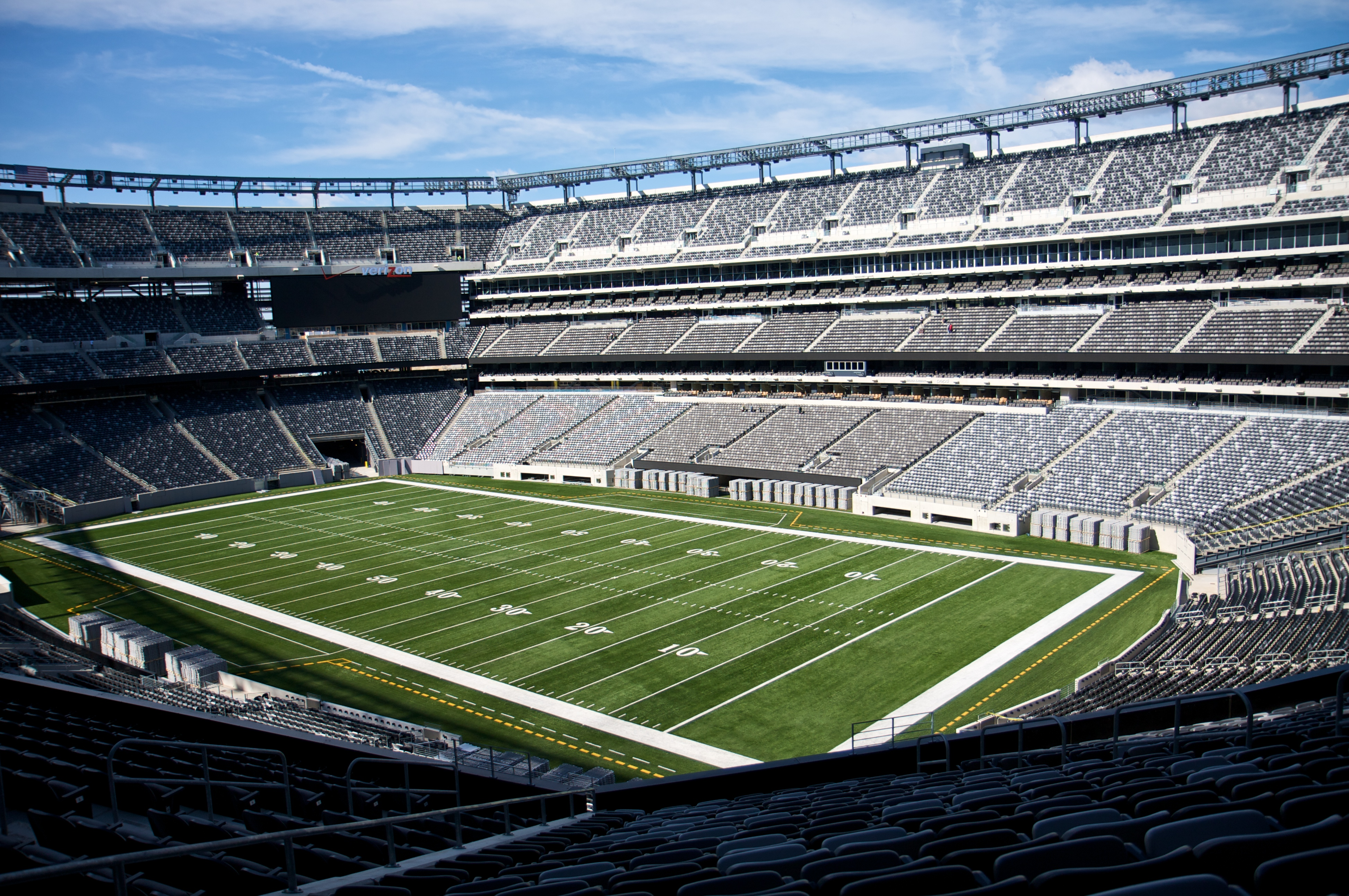
El MetLife Stadium, en East Rutherford, estadio de los New York Jets y de los New York Giants.

En las grandes ligas profesionales, el único equipo identificado con Nueva Jersey son los New Jersey Devils, que compite en la National Hockey League y tiene sede en Newark. Sin embargo, varios equipos de Nueva York han utilizado estadios de Nueva Jersey para sus partidos de local: los New York Giants y los New York Jets de la National Football League, situados en East Rutherford, y los New York Red Bulls de la Major League Soccer, que juegan en Harrison. Anteriormente, los New Jersey Nets de la National Basketball Association jugaron en East Rutherford y Newark.
Los tres equipos universitarios más destacados de Nueva Jersey son los Rutgers Scarlet Knights, Princeton Tigers y Seton Hall Pirates.
Desde 2008, varias ediciones del Barclays del PGA Tour se ha jugado en Nueva Jersey. Asimismo, Baltusrol ha sido sede de siete ediciones del Abierto de los Estados Unidos.
Trenton Speedway fue un óvalo que albergó carreras del Campeonato Nacional de la AAA, el Campeonato Nacional del USAC, la CART y la NASCAR Grand National en las décadas de 1940 a 1970. Además, el Gran Premio de Meadowlands fue una carrera callejera de la CART 1984 hasta 1991.
Existe un proyecto de realizar el Gran Premio de América de Fórmula 1 en un circuito callejero en Port Imperial.

## Hermanamientos
- Cuzco, Perú (1988)
- Medellín, Colombia (1991)
- Buenos Aires, Argentina (1999)
- Sucre, Bolivia (2010)